# کاظم مطشر
کاظم مطشر (انگلیسی: Kadhim Mutashar؛ زادهٔ ۱ ژانویهٔ ۱۹۶۰) بازیکن فوتبال اهل عراق بود.
وی همچنین در تیم ملی فوتبال عراق بازی کرده‌است.